# Enrique Baliño
Enrique Baliño Pavón, né le 20 juin 1928 à Montevideo (Uruguay) où il est mort le 14 octobre 2018 en Uruguay, est un joueur uruguayen de basket-ball.

## Palmarès
- 3e des Jeux olympiques 1952
- Champion d'Amérique du Sud 1949
- Champion d'Amérique du Sud 1953